# San Andrés kastély
San Andrés kastély (spanyol: Castillo de San Andrés vagy Torre de San Andrés), Kanári-szigetek, Santa Cruz de Tenerifetől 7 kilométerre, San Andrés faluban található.
1769-ben épült, hogy megvédje a szigetet a kalózok támadásaitól. Korábban, valószínűleg már 1697-ben is létezett egy kastély a helyén. A kastélynak fontos szerepe volt a Santa Cruz de Tenerife-i támadásban 1797-ben, Nelson admirális inváziós kísérlete során. 1898-ban a kastélyt részben lebontották egy árvíz miatt. Jelenleg a spanyol történelmi örökség részét képezi.

## Külső hivatkozások
- Historia del Castillo de San Andrés, Gobierno de Canarias.
- Castillo de San Andrés (Tenerife), en Youtube.